# Robert Kondo
Robert Kondo é um cineasta americano. Como reconhecimento, foi nomeado ao Oscar 2015 na categoria de Melhor Animação em Curta-metragem por The Dam Keeper.